# Ирина Купченко
Ирина Петровна Купченко (родена на 29 февруари (1 март) 1948 г., Виена) – съветска и руска театрална и филмова актриса; Народен артист на РСФСР (1989). Лауреат на Държавната награда на Русия (2001) и на наградата на Ленинския комсомол (1981). Водеща актриса на Държавния академичен театър на името на Е. Б. Вахтангов.

## Биография
Ирина Купченко е родена в нощта на 29 февруари срещу 1 март 1948 г. във Виена (Австрия), където баща ѝ е служил. Баща ѝ е военен, а майка ѝ е учителка по английски език.
Връщайки се от Виена в Съветския съюз, след многобройни премествания, семейство Купченко се установява в Киев.
Като дете Ирина учи в театралния клуб на Двореца на пионерите и клуба на операторите, обича да танцува и също мечтае да стане балерина.
През 1965 – 1966 г. , след като завършва гимназия, тя учи във Факултета по чужди езици на Киевския държавен университет на името на Т. Г. Шевченко.
През 1969 г. дебютира в киното – играе ролята на Лиза Калитина във филма на Андрон Михалков-Кончаловски „Гнездото на благородниците“ (две години по-късно същият режисьор кани Купченко да изиграе ролята на Соня във филмовата адаптация на пиесата „Вуйчо Ваня“ от А. П. Чехов). Образът на Лиза Калитина, създаден от актрисата, привлича вниманието на всички. Героинята се характеризира с аристократична простота, благородството на действията на руска жена и липсата на маниери в стил „Тургенев“.
През 1970 г. завършва Висшето театрално училище на името на Б. В. Шчукин в Москва (художествен ръководител на курса – Марианна Рубеновна Тер-Захарова), през същата година е приета в трупата на Държавния академичен театър на името на Е. Б. Вахтангов в Москва, където служи в момента.
Драматичният талант на актрисата се проявява във филми като „Романтика на влюбените“ (1974), където тя играе Луда, „Чужи писма“ (учител Вера Ивановна), „Странна жена“ (юрисконсулт Евгений Шевелев), „Обикновено чудо“ (Господарка).
Успехът на актрисата е донесен от главната роля в мелодрамата „Самотна жена иска да се запознае“, в която тя и Александър Збруев сформират актьорски дует.
Ирина Купченко участва във филми от различни жанрове – от исторически и биографични до фантастични приказки. Актрисата успешно играе за различни режисьори като Марк Захаров и Игор Масленников, заедно с актьорите Олег Янковски, Андрей Миронов, Василий Ливанов, Михаил Улянов и други.
Ирина Купченко участва в пиеса в Академичния театър „Евгений Вахтангов“ (ролята на Александра, съпругата на Николай II; ролята ѝ в пиесата на Валери Фокин „Последната нощ на последния цар“ е една от най-добрите през 1996 – 1997 г. театрален сезон); играе в пиесата на Питър Щайн Хамлет (1998).

## Личен живот
Първи съпруг (от 1969 г.) – Николай Лвович Двигубски (1936 – 2008), френски, съветски и руски театрален и филмов артист.
Втори съпруг (от 1972 г.) – Василий Семьонович Лановой (1934 – 2021), артист на Държавния академичен театър на името на Е. Б. Вахтангов, народен артист на СССР (1985).
Син – Александър Василиевич Лановой (роден през 1973 г.), възпитаник на Историческия факултет на Московския държавен университет.
Син – Сергей Василиевич Лановой (1976 – 2013), възпитаник на Икономическия факултет на Московския държавен университет, работил в Министерството на финансите на Руската федерация, починал от инфаркт.
Внучка – Анна, родена извън брак.
Племенница е на съветската театрална и филмова актриса Тамара Чернова.